# Habropogon verticalis
Habropogon verticalis är en tvåvingeart som beskrevs av Becker och Stein 1913. Habropogon verticalis ingår i släktet Habropogon och familjen rovflugor. Inga underarter finns listade i Catalogue of Life.